# Swedish Masters 2014
Das Swedish Masters 2014 im Badminton fand vom 16. bis zum 19. Januar 2014 in Uppsala statt.

## Sieger und Platzierte
| Disziplin    | Gold                          | Silber                             | Bronze                               |
| ------------ | ----------------------------- | ---------------------------------- | ------------------------------------ |
| Herreneinzel | Ville Lång                    | Henri Hurskainen                   | Dieter Domke                         |
| Herreneinzel | Ville Lång                    | Henri Hurskainen                   | Pablo Abián                          |
| Dameneinzel  | Kirsty Gilmour                | Line Kjærsfeldt                    | Petya Nedelcheva                     |
| Dameneinzel  | Kirsty Gilmour                | Line Kjærsfeldt                    | Sarah Walker                         |
| Herrendoppel | Adam Cwalina Przemysław Wacha | Łukasz Moreń Wojciech Szkudlarczyk | Jacco Arends Jelle Maas              |
| Herrendoppel | Adam Cwalina Przemysław Wacha | Łukasz Moreń Wojciech Szkudlarczyk | Marcus Ellis Tom Wolfenden           |
| Damendoppel  | Eefje Muskens Selena Piek     | Line Damkjær Kruse Marie Røpke     | Lena Grebak Maria Helsbøl            |
| Damendoppel  | Eefje Muskens Selena Piek     | Line Damkjær Kruse Marie Røpke     | Gabriela Stoeva Stefani Stoeva       |
| Mixed        | Robert Blair Imogen Bankier   | Peter Käsbauer Isabel Herttrich    | Anatoliy Yartsev Evgeniya Kosetskaya |
| Mixed        | Robert Blair Imogen Bankier   | Peter Käsbauer Isabel Herttrich    | Jacco Arends Selena Piek             |